# Едвард Істо
Едвард Істо (фін. Edvard Isto 28 листопада 1865, Алаторніо, Фінляндія — 14 жовтня 1905, Гельсінкі, там же) — фінський художник, найбільш відомий своєю картиною «Атака», написаною в 1899.

## Життєпис
Едвард «Еету» Істо народився 28 листопада 1865 в містечку Алавояккала поблизу Алаторніо, ставши наймолодшою дитиною з дев'яти дітей в сім'ї Якова та Кайси Лійси Істо. 
Після закінчення державної школи навчався в художньому училищі в Швеції, проживаючи у одного зі своїх родичів. У 1888 переїхав до Гельсінкі і вступив до школи мистецтв і ремесел, в якій навчався також в період 1890 — 1903. 
Під час цієї перерви в навчанні працював художником-декоратором, а після закінчення школи отримав роботу в художньому салоні Саломо Вуоріо. У 1895 отримав невелику грошову дотацію і виїхав до Берліна, де досить епізодично навчався в академії мистецтв. 
З осені 1896 щодня працював художником-декоратором, а у вихідні та неділю брав приватні уроки у художника Ойґена Ганетцоґа. 

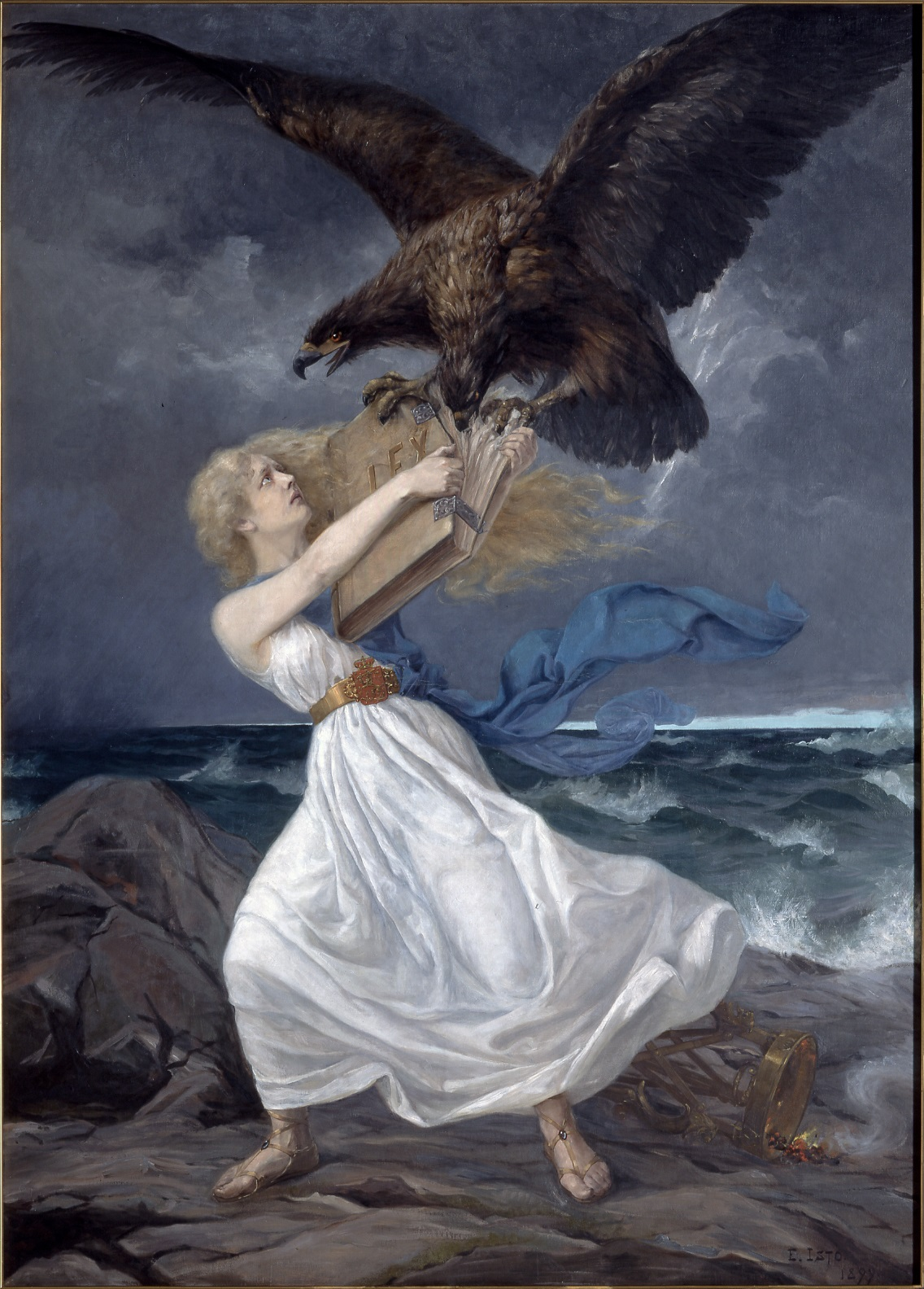
«Атака», 1899

Під час перебування в Берліні в лютому 1899 Істо обрав тему для майбутньої картини, обурившись лютневим маніфестом царя Миколи II з утиску фінської мови, а також перебуваючи під впливом робіт французького художника П'єра Пюві де Шаванна. 
Імовірно, Істо написав роботу ще в Берліні, а закінчив влітку 1899 в Гельсінкі, на батьківщині. На картині під назвою «Атака» (фін. Hyökkäys) зображено як російський двоголовий орел атакує діву Фінляндію у спробі вирвати у неї з рук зведення законів. Композиція наділена дивовижною і вражаючою експресією в поєднанні з використанням фінських національних символів, в чому можна роздивитися великий талант Істо як декоратора, однак загальний стиль і фактура полотна свідчить про його недосвідченість як художника. Заборонена до публічного показу картина отримала широке розповсюдження у вигляді фотокопій, поширення яких обмежувалося жандармами, тоді як критики все ж писали рецензії про роботу Істо, не вказуючи імені автора. «Атака» прославила Істо, ставши найвідомішою його роботою і залишившись найвідомішою фінської картиною на політичну тему.
На початку березня 1900 Істо повернувся до Берліна і з ще більшим ентузіазмом береться за навчання, закінчивши взимку 1900 — 1901 вищі курси академії мистецтв. У той же час, в Німеччині, він написав кілька картин на біблійні сюжети. Влітку 1901 Істо повернувся до Фінляндії і оселився у свого друга — пастора Йоганнеса Ґраньо, настоятеля церкви в Алаторніо. Там Істо написав значну кількість робіт малих розмірів, а також кілька великих полотен. З них можна виділити незакінчену і не підписану політичну картину «Лжесвідчення» (фін. Väärä vala), на якій зображено як селянин, схожий на Миколу II, поклавши руку на Біблію дає неправдиві свідчення в окружному суді Алаторніо. Біля нього стоїть жінка — персоніфікація Фінляндії, яка відвела вбік свій переляканий погляд, тоді як поруч з відкритої печі визирають чорти. Найбільш відомою виявився портретний живопис Істо, що користувався на той час великим попитом. Хоча портрети не отримали справжнього художнього визнання, саме за допомогою них Істо наочно показав, що зміг піднятися від простого художника-декоратора до живописця.
Навесні 1902 пастор Граньо почав збиратися в Сибір для духовного окормлення засланців фінів і покликав з собою Істо. Навесні 1905 разом з сином Граньо з'їздив до Сибіру, де перебував у пригніченому настрої, страждаючи від спеки і перехворівши тифом. Повернувшись до Фінляндії, 14 жовтня 1905 Істо помер від запалення легенів. 
Істо був похований на цвинтарі Алаторніо.
Уже після смерті художника, невеликі пейзажі пензля Істо, написані в Сибіру, експонувалися на виставці фінських художників. На могилі Істо стоїть надгробний пам'ятник з бронзовим рельєфом за мотивами «Атаки», встановлений в 1936 за проєктом скульптора Мартті Тарвайсена .